# イラっとくる韓国語講座
『イラっとくる韓国語講座』（いらっとくるかんこくごこうざ）は、テレビ東京系で2011年1月6日から2012年12月27日まで放送されていた語学教育バラエティ番組。なお、河本準一がすい炎になったため、番組開始が2ヶ月遅れた。
略称は「イラ韓」。テレビ東京では、2014年1月11日から再放送を実施し、2月1日から3月29日まで土曜24:50 - 25:15に放送されていた。

## オープニング
森本智子の顔のアップから始まったり、挨拶をモゴモゴ言ったり、顔の部分をモザイク処理で隠したりと、視聴者をイラっとさせる。最近は「経費削減」として家庭用ビデオカメラで自分撮りさせられたり、セットのないスタジオに立たされたりしている。また、オープニングがカットされ、いきなり河本のコーナーが始まる場合もある。

### 河本準一の韓国一人旅
お笑いコンビ次長課長の河本準一が韓国を自由に旅をしながら朝鮮語をマスターするという体で番組は進行している。実際は河本にレッスンと称して適宜ディレクターから渡される「イラっとカード」に書かれている、その場面で言うとイラっとくる一文「イラっとフレーズ」を朝鮮語で言わせて、河本本人やその周りにいる韓国人のリアクションを見て楽しむ企画である。「イラっとカード」は韓国へ発つ前に東京であらかじめ用意してある。「イラっとフレーズ」には、「私には何もありません。でもお金はあります!」「私には妻の好きなところが100個あります。何個目を聞きたいですか?」「今からちょっぴりセクシーに着替えながら歌いますが、気にしないでください。」「妻には絶対内緒ですが愛人用マンションを4部屋探しています。」などがある。
東京を発つときは、事前に河本本人は知らされておらず、ドッキリで韓国に連れて来られるのが恒例である。毎回VTRの最後はBobby McFerrinの曲「Don't Worry Be Happy」の冒頭部分が流れる。

### 『もっとイラっとくる韓国語会話』
もっとイラっとくるフレーズを「A」と「B」との会話形式で紹介する。

## 出演者

### スタジオ出演
- 進行役 - 森本智子（テレビ東京アナウンサー）
- 講師 - キム・タウン（第1回 - 第10回）
- 講師 - ユン・スア（第11回 - 最終回）

### VTR出演
- 河本準一（次長課長）番組内では「河本くん」と呼ばれている。

### コーディネーター
- キム・テフン（第1回 - 第10回、第27回 - 第43回、第66回 - 第74回）
- ペ・ヒョンソク（第11回 - 第25回、第45回 - 第65回、第76回 - 最終回）

### ナレーション
- 森本智子（テレビ東京アナウンサー、第1回 - 第4回）
- 松丸友紀（テレビ東京アナウンサー、第5回 - ）

## エンディングテーマ
- Gee(少女時代)
- ミスター(KARA)
- また巡り逢えた世界(少女時代)
- ジャンピン(KARA)
- 10点満点中10点(2PM)
- 待ち疲れる(2PM)
- 少女時代(少女時代)
- Honey (KARA)
- Stand By Me (花より男子〜Boys Over Flowers OST) (SHINee)

※いずれも朝鮮語版

## 河本準一の韓国一人旅のエピソード

### 1度目の訪韓（第1回 - 第10回）
- 第1回で河本がテレビ東京の楽屋で突然、今から韓国へ行く旨を告げられた。なお、その直後に河本がすい炎であることが判明したため、実際に韓国へ行ったのは2ヶ月後となった。
- 広蔵（クァンジャン）市場でパジャマの下を買ったが、その店には上が置いていなく、その後、しばらく上を探し続ける事となる。
- 占いカフェで占い師に番組が2、3ヶ月しか続かないと言われた。
- 若い女性に「ボクみたいな男…どう？」と聞くレッスンだけは、河本も積極的だった。
- カジノで大敗した。
- ソウルタワーに行ったが、キム・テフンが撮影許可を取っていなかったため、中には入れなかった。

### 2度目の訪韓（第11回 - 第25回）
- カジノでそこそこ勝った。
- 探し続けていたパジャマの上がようやく見つかった。
- 河本の妻に頼まれていたスンリ(BIGBANG)のCDを買いに行ったが、その日の朝に売り切れたばかりだった。その直後に渡されたイラっとカードには「妻にお土産を買おうと思います。何が欲しいか電話で聞くので代わってもらっていいですか?」と、この状況にぴったりのイラっとフレーズが書かれていたので、河本も驚いた。
- ペ・ヒョンソクが撮影許可を取っていたため、漢江の遊覧船には乗ることができた。
- 韓国お笑いステージに出演して、ついに韓国でのステージデビューを果たした。

### 3度目の訪韓（第27回 - 第35回）
- 河本は1度目、2度目の訪韓では前もって知らされず、突然韓国に連れてこられたが、今回は韓国へ行くことを前もって伝えられ、第26回では韓国へ行く準備をして来たが、当日は行かないというドッキリだった。
- 今回のプランは釜山のはずだったが、河本自身が第26回で「（当日韓国へ行けると思っていて）ソウル！ソウル！羽田からソウル！」と言ってしまい、後日、いつもの金浦空港からのスタートになった。
- ソウルからプサンへ行くのに利用したKTXではキム・テフンの手配ミスで進行方向逆向きの座席だった。
- 朝鮮語で「屁こいた!」（パングー）という一発ギャグを編み出した。

### 番外編・新大久保（第39回 - 第42回）
- 第35回のラストで、河本が「キムさんを新大久保に連れて行きたい」と不用意な発言をしたことから、番組スタッフが本当に連れてきてしまったため、コリア・タウンの韓国料理店でこれまでの旅のVTRを見ながら思い出話をした。
- 食事中に突然イラっとカードを出され、店員にしぶしぶ朝鮮語で話しかけるが日本語で返された。ただし河本の発音自体は「上手い」と褒められた。
- 河本が次の旅のプランに済州島行きを指定し、「羽田から直行で済州島!」「（金浦空港の）コンクリートのくだりは要らない」と何度も念を押した。
- しかし実際には、後述の理由でそもそも訪韓のめどが立っておらず、この放送の以前からかなり長い間総集編が挟まれていた。
- 第42回で突如、「河本準一の韓国1人旅 #42 番組を応援してくれたみんな…本当に…ありがとう…セヨ！」という、まさかの終了予告が出てしまった（この時は本当に番組存続の危機に陥っていた）。

### 4度目の訪韓（第45回 - 第65回）
- 42回での終了予告の理由は、この番組の時間帯（深夜3時半）がたたり「笑ってしまうくらいに予算がない」ために、次の訪韓すらできない非常事態に陥っていたからだった。
- しかし、この番組に興味を示した大韓航空がタイアップを申し出たため、番組存続と予定していた済州島行きが決定した。
- 第45回では「楽屋に突然あのパジャマとパスポートが置いてある」というドッキリで連れ出されたものの、前述の理由から韓国に直行せず、JATA旅博の大韓航空ブースを「お礼とヨイショ」のために訪問した。
- 第46回にて、当初の予定通り済州島へ上陸。「テンションの低い」済州島住民の前にことごとく撃沈した。
- 第65回にて、ビーチへ行った。楽しもうとすると、スケジュールの都合により、日本に帰国することになった。

### 5度目の訪韓（第66回 - 第74回）
- この回から日本航空がスポンサーとなった。また、この訪韓は日本航空の完全バックアップによる「スピンオフシリーズ」であるとしている。
- 第66回でディレクターが大場Dから青木Dに変わったことが明かされた。
- 第67回にて、広蔵（クァンジャン）市場で暖かそうな服を物色。また、パジャマの下を買ったお店の店主に再会した。
- 第68回にて、キム・テフンの友達の家で、食事をとった。
- 第69回にて、清渓川の遊歩道にいたストリートミュージシャンに「あなたの歌に感動しました。今度は私の歌で感動して下さい。」と朝鮮語で伝え歌おうとしたが拒否された。
- 第72回にて、ロッテワールドのスケートリンクへ行き、スケートに挑戦（ちなみに、そのスケートリンクは『天国の階段』のロケ地だった）。
- 第73回にて、河本の妻に頼まれていたCDを買いに行ったが、廃盤となっていた（韓国では、ダウンロードが主体のため、少し前のCDはすべて廃盤となる）。
- 第74回にて、ソウルタワーに行き、展望台のみOKが出た。しかし、スケジュールの都合により展望台に上がる直前で日本に帰国することになった。

### 6度目の訪韓（第75回 - 第99回<最終回>）
- 大場Dが復帰した。
- DVDと「韓国語の教科書」の第二弾を発売することが発表された。
- 旅行先はテグ。
- テグに旅立つためダンボールに雑に入れられた衣装の中から、河本がチョイスして着替えた。
- この訪韓が結果的に最後の訪韓となった。

## スタッフ
- 構成：樅野太紀、西村耕平
- TD/CAM：丸山真平
- VE：北村宏一、持塚浩司
- CAM：菊地裕介
- CA：高橋裕子
- 音声：永久保仁志、飯嶋康生
- 照明：加藤昭比古
- ロケ技術：佐々木邦敏、宇野木俊宏
- 美術：高橋昭三、本橋智子
- 美術協力：テレビ東京アート
- スタイリスト：興津靖江
- メイク：山田かつら
- 協力：日本航空、テレビ東京ブロードバンド
- タイトル・CG：嵯野ともこ（アイヴリックスタジオ）
- 音響効果：佐藤卓嗣（278）
- 編集：村田清和（ザ・チューブ）
- MA：阿世知貴彦（ザ・チューブ）
- 韓国コーディネート：ペ・ヒョンソク（MEDIXKOREA）
- 番宣：岡仁→朴俊瑛（テレビ東京）
- デスク：門田理紗（テレビ東京）
- 編成：平山大吾（テレビ東京、第1期のみ）
- コンテンツプロデューサー：今井豪、本田光範（テレビ東京、共に第1期のみ）
- AD：一楽千恵、松田彩花
- AP：加藤正和（途中まで）
- ディレクター：青木章浩（第66回 - 第74回）
- 演出：大場剛
- プロデューサー：小高亮（テレビ東京） / 中村聡太（よしもとクリエイティブ・エージェンシー）、坂本真起子（極東電視台）
- 総合プロデューサー：伊藤隆行（テレビ東京）
- 制作協力：吉本興業、極東電視台
- 製作著作：テレビ東京

## ネット局
| 放送対象地域   | 放送局                | 系列                  | 放送曜日・時間     | 放送期間                       |
| -------------- | --------------------- | --------------------- | ------------------ | ------------------------------ |
| 関東広域圏     | テレビ東京 （制作局） | テレビ東京系列        | 木曜 27:30 - 28:00 | 2011年1月6日 - 2012年12月27日  |
| 北海道         | テレビ北海道          | テレビ東京系列        | 水曜 25:35 - 26:05 | 2011年1月25日 - 2013年2月6日   |
| 愛知県         | テレビ愛知            | テレビ東京系列        | 金曜 27:00 - 27:30 | 2011年1月 - 2013年3月30日      |
| 大阪府         | テレビ大阪            | テレビ東京系列        | 土曜 24:55 - 25:25 | 2011年4月2日 - 2013年3月30日   |
| 岡山県・香川県 | テレビせとうち        | テレビ東京系列        | 火曜 24:58 - 25:28 | 2011年10月18日 - 2013年3月25日 |
| 福岡県         | TVQ九州放送           | テレビ東京系列        | 日曜 24:35 - 25:05 | 2011年1月16日 - 2013年2月24日  |
| 福島県         | 福島テレビ            | フジテレビ系列        | 月曜 25:10 - 25:40 | 2011年5月15日 - 2012年9月26日  |
| 熊本県         | テレビくまもと        | フジテレビ系列        | 日曜 25:05 - 25:35 | 2012年2月5日 - 2013年2月24日   |
| 静岡県         | 静岡第一テレビ        | 日本テレビ系列        | 水曜 25:34 - 26:04 | 2011年5月4日 - 2013年5月29日   |
| 長崎県         | 長崎放送              | TBS系列               | 水曜 24:50 - 25:20 | 2011年4月13日 - 2013年2月24日  |
| 奈良県         | 奈良テレビ            | JAITS（独立テレビ局） | 水曜 25:30 - 26:00 | 2011年7月6日 - 2013年7月24日   |
| 日本全域       | BSジャパン            | BSデジタル放送        | 木曜 8:00 - 8:30   | 2012年4月7日 - 2012年12月20日  |

備考
1. ^2011年1月6日から3月31日までは、木曜27時35分 - 28時05分放送。
2. ^2011年1月25日から3月29日までは、火曜26時00分 - 26時30分。2011年4月～2011年10月は金曜 25:00 - 25:30。2011年10月～2012年3月は木曜 27:30 - 28:00。2012年4月～2012年9月は水曜 25:20 - 25:50。約1か月遅れ
3. ^番組開始当初は、水曜26時00分 - 26時30分放送。
4. ^2013年1月10日から2月3日まで、局の都合により休止していた。
5. ^2011年5月15日から6月19日までは、日曜25時05分 - 25時35分放送。
6. ^2011年6月22日から10月12日までは、水曜25時05分 - 25時35分放送。
7. ^2012年6月30日までは、土曜9時00分 - 9時30分の放送。

## 特別番組
『イラっとくる韓国語講座 〜ほったらかしソウル旅！ 初級編完全マスターSP〜』
河本準一の韓国一人旅（第1回-第10回）の総集編
| 放送局       | 放送時間                        |
| ------------ | ------------------------------- |
| テレビ東京   | 2011年4月3日（日） 25:20～26:35 |
| テレビ北海道 | 2011年5月4日（日） 12:30～13:50 |

## 関連商品

### 書籍
- 「イラ韓」presents 河本準一式韓国語の教科書（2012年2月16日発売、学研）
- 「イラっとくる韓国語講座presents 河本準一式ソウルの旅」（2012年5月12日発売、幻冬舎）
- 「イラ韓」presents 河本準一式韓国語の教科書 実践編（2012年9月7日発売、学研）

### DVD
- 「イラっとくる韓国語講座vol.1 河本くんの旅が始まるセヨ! 〜黄色いパジャマ（下のみ）誕生編〜」（2012年2月22日発売）
- 「イラっとくる韓国語講座vol.2 ソウルには思い出がいっぱいセヨ! 〜カンチョンカンチョン編〜」（2012年2月22日発売）
- 「イラっとくる韓国語講座vol.3 やったぜ!河本定食編 〜念願のパジャマの上に冷麺がついてきたセヨ!〜」（2012年9月12日発売）
- 「イラっとくる韓国語講座vol.4 パングー誕生編 〜韓国お笑いステージに出ちゃ・・・出ちゃったセヨ!〜」（2012年9月12日発売）

### アプリ
- 「河本準一の実践韓国語〜イラっとくる韓国語講座」（2012年5月20日配信）

## その他
第一回の視聴率は0.0%だった。
2012年2月15日（水曜日）にBSジャパンの「MADE IN BS JAPAN アジアスキ」で本番組が紹介され、河本もゲストで生出演した。